# Desson Howe
Pour les articles homonymes, voir Howe.
Desson Patrick Thomson est l'un des rédacteurs des discours dans l'administration de Barack Obama, et un ancien critique cinématographique pour The Washington Post. Il était connu sous le nom de Desson Howe jusqu'en 2003, date à laquelle il a changé de nom après avoir retrouvé son père biologique.

## Biographie
Thomson fréquente l'American University de 1975 à 1979, et obtient au printemps 1980 un diplôme en communication visuelle et études cinématographiques. Il commence à travailler pour le Washington Post en 1983 en tant qu'assistant de rédaction pour la section Style, et en 1984, il écrit des articles en free-lance pour le journal. En 1987, il devient critique de cinéma pour le journal. Il écrit l'une des rares critiques négatives du film Les Évadés, plusieurs fois nommé aux Oscars. Dans sa critique de Un jour sans fin, il déclare de manière tristement célèbre que le film « ne sera jamais désigné comme un trésor cinématographique national par la Bibliothèque du Congrès. » Treize ans plus tard, le film sera intronisé à la Bibliothèque du Congrès.
D. Thomson quitte le Washington Post en 2008 et, en 2010, il devient rédacteur de discours dans l'administration du président Barack Obama. De février 2010 à novembre 2010, il travaille à Londres pour l'ambassadeur des États-Unis au Royaume-Uni, Louis Susman. En décembre 2010, il rejoint le Policy Planning Office du Département d'État américain en tant que rédacteur de discours pour la secrétaire d'État Hillary Clinton. En février 2012, il devient rédacteur de discours et conseiller principal pour le développement du contenu pour le sous-secrétaire d'État à la diplomatie publique et aux affaires publiques. Jusqu'en septembre 2017, il est rédacteur de discours et conseiller principal de Charles H. Rivkin, secrétaire d'État adjoint aux affaires économiques et commerciales.